# Sophienhammer
Der Sophienhammer ist ein technisches Kulturdenkmal im Arnsberger Ortsteil Müschede und heute Teil der Julius Cronenberg o.H.

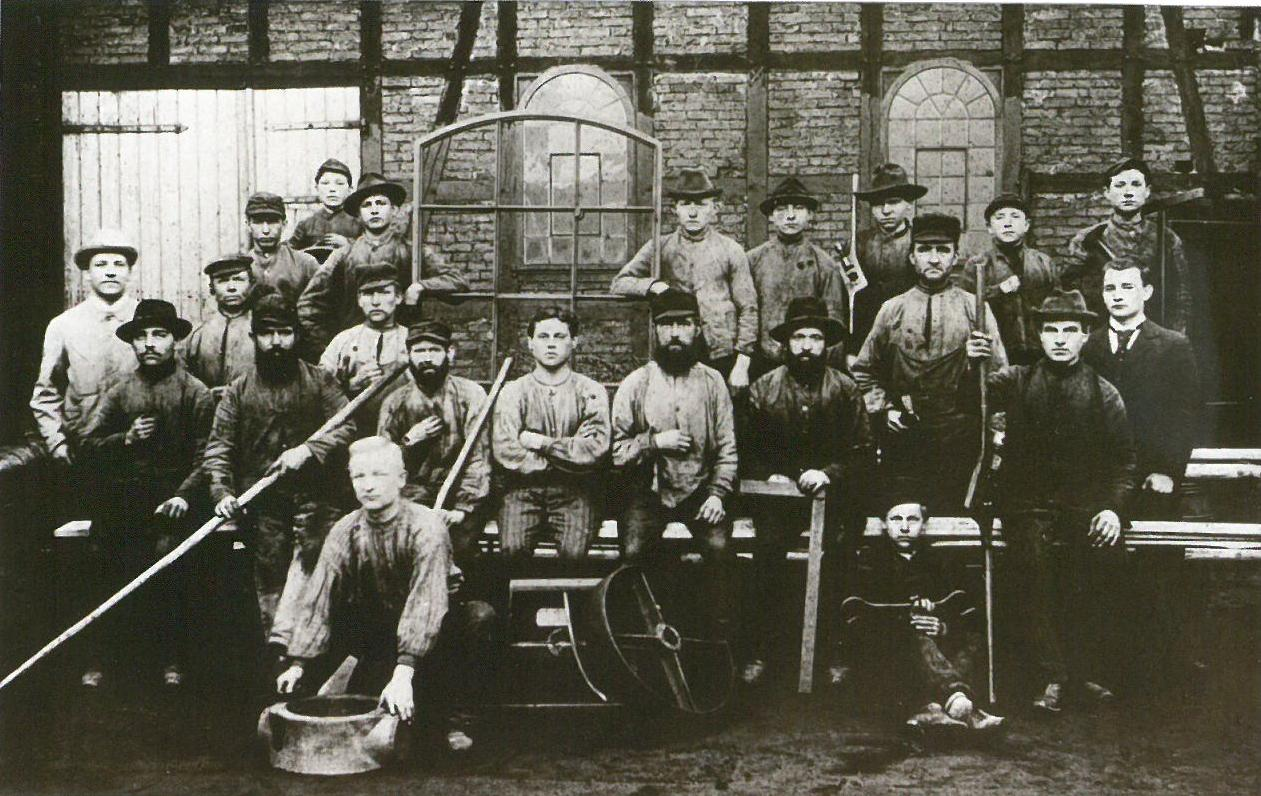
Sensenschmieder der Fa. Cronenberg im Jahr 1894

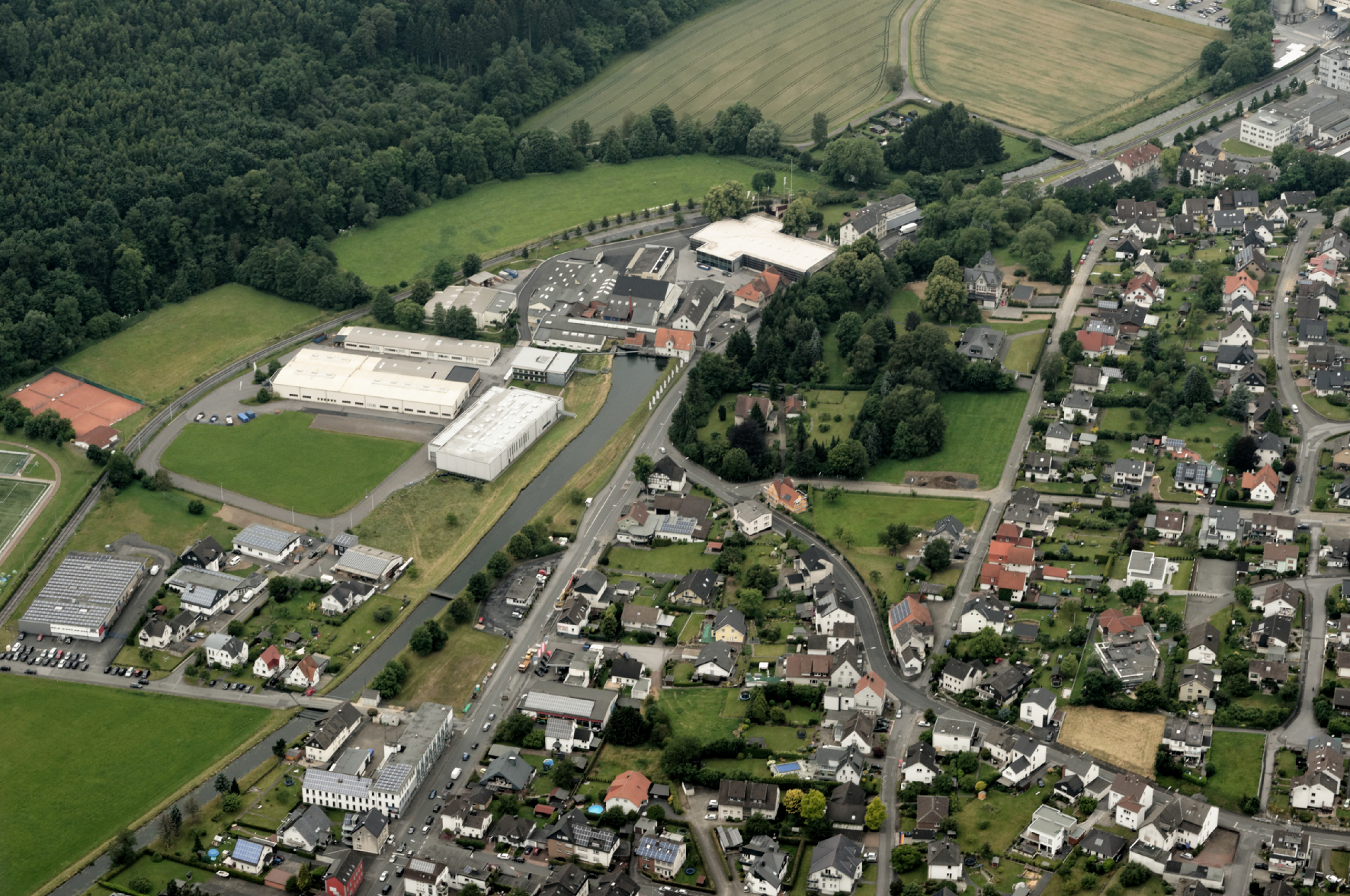
Sophienhammer bzw. Fa. Cronenberg (links) in Müschede

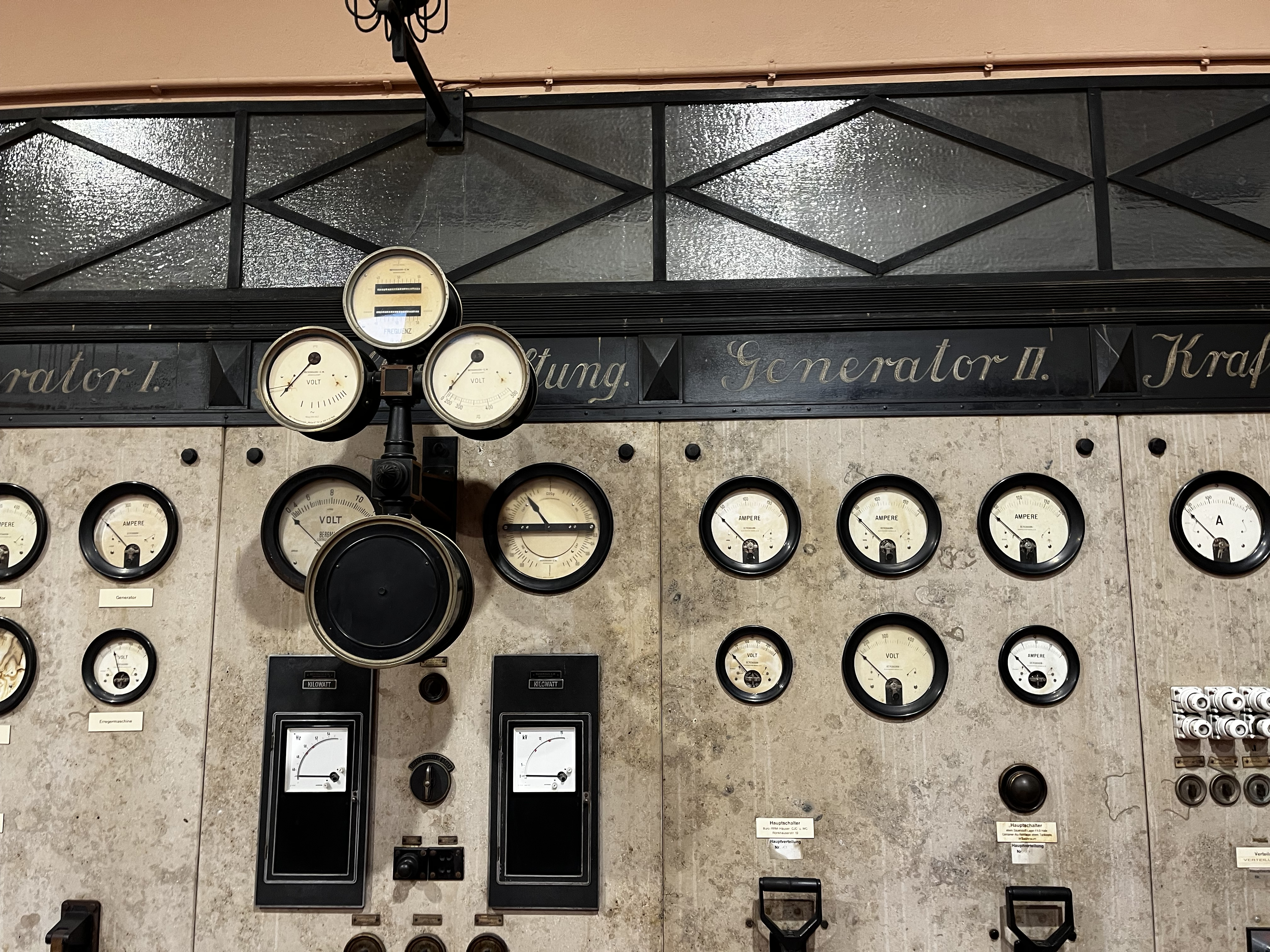
Historische Schalttafel Sophienhammer Müschede

## Geschichte
Der Sophienhammer ist einer der ältesten Industrieanlagen im Röhrtal. Der Iserlohner Unternehmer Hermann Dietrich Piepenstock ließ ihn 1835 anlegen. Er benannte den Betrieb nach seiner Frau Sophie. Bis 1860 fertigte der Betrieb, der zeitweise in den Besitz eines Unternehmers aus Hohenlimburg übergegangen war, mit einem Holzkohle-Frischfeuer Platinen für Blechwalzwerke, vor allem für die nahe gelegene Hüstener Gewerkschaft. 
1870 ging der Betrieb an Carl-Julius Cronenberg über, der aus einer Familie von Hammerwerksbesitzern aus der Gegend um Gevelsberg stammte. Die Firma Cronenberg war 1711 in Gevelsberg als Reck- und Sensenhammer gegründet und 1855 nach Körbecke verlegt worden. Carl-Julius Cronenberg verlegte dann den Firmensitz nach Müschede in den gekauften Sophienhammer.
Carl-Julius Cronenberg stellte in Müschede die Produktion auf das industrielle Schmieden von Sensen um. Dazu mussten die bisherigen Betriebsgebäude abgerissen und vollständig neu erbaut werden. Die hauptsächliche Energie lieferte die Wasserkraft aus einem Hammergraben, welcher von der Röhr abgeleitet wurde. Im Jahr 1878 wurden zwei weitere Wasserräder eingebaut. Dadurch konnten weitere Schmiedehämmer betrieben werden. Der Betrieb wurde 1886 um eine Eisengießerei und eine Maschinenwerkstatt erweitert. 
Wurden 1870 erst 100 Sensen produziert, waren es 1900 1000 Stück. Der Vertrieb erfolgte durch Sauerländer Wanderhändler. Der Müscheder Bahnhof der Bahnstrecke Neheim-Hüsten–Sundern erhielt 1900 den Namen Sophienhammer bei Müschede. 1902 wandelte Carl-Julius Cronenberg das Unternehmen in eine offene Handelsgesellschaft um.
Eine technische Modernisierung erfolgte 1922/23, als die alten Wasserräder durch eine Turbinenanlage ersetzt wurden. 
Den Cronenbergs gelang es, ihren Marktanteil am Sensengeschäft durch die Übernahme bislang konkurrierender Unternehmen zu vergrößern. Es wurden die Firmen F. Athmer aus Schwagsdorf (1905), Andreas Schilli aus Oberursel (1939), Franz Sonnleithner aus Laussa (1961), H.C. Leymann aus Sulingen (1964) und Kuhlmann & Söhne sowie die Ennepetaler Sensenwerke (beide 1992) übernommen. In dieser Zeit entwickelte sich das Unternehmen zum bedeutendsten Sensenhersteller in Deutschland.
Im Ersten Weltkrieg stellte die Firma ab Dezember 1914 Munition her. Ab 1918 musste zusätzlich Strom zur Energieversorgung bezogen werden. Im Jahr 1944 waren 13 der 49 Arbeitskräfte der Firma Kriegsgefangene. Als am 13. April 1945 US-Truppen kampflos das Dorf besetzten, wurde im Sophienhammer deren Kommandantur eingerichtet. Vom Kriegsende bis Dezember 1946 stand der Betrieb still. 
Als Dieter-Julius und Wilhelm Cronenberg Ende der 1950er/Anfang der 1960er Jahre in das Unternehmen eintraten, wurde die Produktionspalette erweitert. Dazu gehören heute etwa automatische Türdichtungen, Fahnenmasten und Absperrelemente. Die Sensenproduktion wird auch heute weiter betrieben, wenn auch in viel geringerem Umfang.
In der Firma arbeiten heute Carl-Julius und Wilm-Hendric Cronenberg als zehnte Generation der Familie Cronenberg mit.

## Baulichkeiten
Die heutige Fabrik entstand in mehreren Bauabschnitten seit der Mitte des 19. Jahrhunderts. Der historische Kern der heutigen Fabrik wurde wegen ihrer technik- und wirtschaftsgeschichtlichen Bedeutung unter Denkmalschutz gestellt, da weite Teile der alten Anlagen bis in die Gegenwart erhalten sind. Dazu zählt das Turbinenhaus aus den 1920er Jahren. Die Turbine wurde 1921 von Voith gebaut und der Drehstromgenerator von Bergmann in Berlin geliefert. Erhalten sind auch die elektrische Einrichtung und die Schalttafel. Die Anzeigen und Bedienelemente sind auf einer Marmortafel angebracht. Zu den denkmalgeschützten Baulichkeiten gehört auch ein Büro- und Wohngebäude mit Jugendstilelementen. Aus dem Jahr 1878 stammt ein als Lager benutztes Gebäude sowie eine Werkshalle. Hinzu kommen aufwendige Wasserbauwerke wie der Hammerteich, Hammergraben, Teiche und Dämme. 
Der Arbeitskreis für Dorfentwicklung und Heimatentwicklung im Müschede betreute ein kleines Sensenmuseum.
Ab 1998 wurden auf dem historischen Werksgelände Neubauten für diverse Tochterfirmen der Julius Cronenberg o.H. errichtet, für die das auf Holzbau spezialisierte Architekturbüro Banz + Riecks beauftragt wurde. Zunächst wurde im Februar 1999 das Athmer Verwaltungsgebäude fertiggestellt, das mit dem Architekturpreis NiedrigEnergieBau 1999 ausgezeichnet wurde. Das Mannus-Gebäude von 2001 ist ein Holzrahmenbau, dessen schräge Stahlbetonwand zur Rönkhauser Straße herausragt. 2012 eingeweiht wurde die Fertigungshalle Fingerschutz  und 2015 schließlich das Croso-Gebäude Müschede.